# Maidana deficiens
Maidana deficiens là một loài bướm đêm trong họ Geometridae.